# Église du cimetière Saint-Charles-Borromée
Pour les articles homonymes, voir Église Saint-Charles-Borromée.
L’église du cimetière Saint-Charles-Borromée (en allemand : Friedhofskirche zum heiligen Karl Borromäus) est une église catholique romaine située dans le cimetière central de Vienne dans l'arrondissement de Simmering. Elle a été construite de 1908 à 1911 sur des plans de l'architecte Max Hegele dans le style Sécession viennoise. C'est une des églises Art nouveau les plus importantes. L'église est un bâtiment classé.
Elle est dédiée à Saint Charles Borromée, archevêque de Milan de 1564 à 1584 et cardinal.

## Histoire
Elle constitue le centre géographique du cimetière. Les vitraux et mosaïques sont de Leopold Forstner. Il représenta dans 4 pendentifs sous la coupole les 4 évangiles, et conçut aussi les entrées des chapelles latérales. Sous l'autel principal se trouve la crypte où repose Karl Lueger, ancien maire de Vienne mort en 1910 et qui posa la première pierre de l'église en 1908. Pour cette raison, l'église est aussi connue sous le nom de « Église Karl Lueger ».
De 1995 à 2000, l'église fut soumise à des travaux de rénovation, car le temps avait laissé ses traces autant à l'extérieur qu'à l'intérieur du bâtiment. La coupole fut par exemple reproduite selon les plans originaux; après sa destruction par une bombe pendant la guerre, elle n'avait été que rapidement restaurée.

## Voir également
- Cimetière central de Vienne
- Église Saint-Charles-Borromée de Vienne